# Autobahnkirche Werbellin

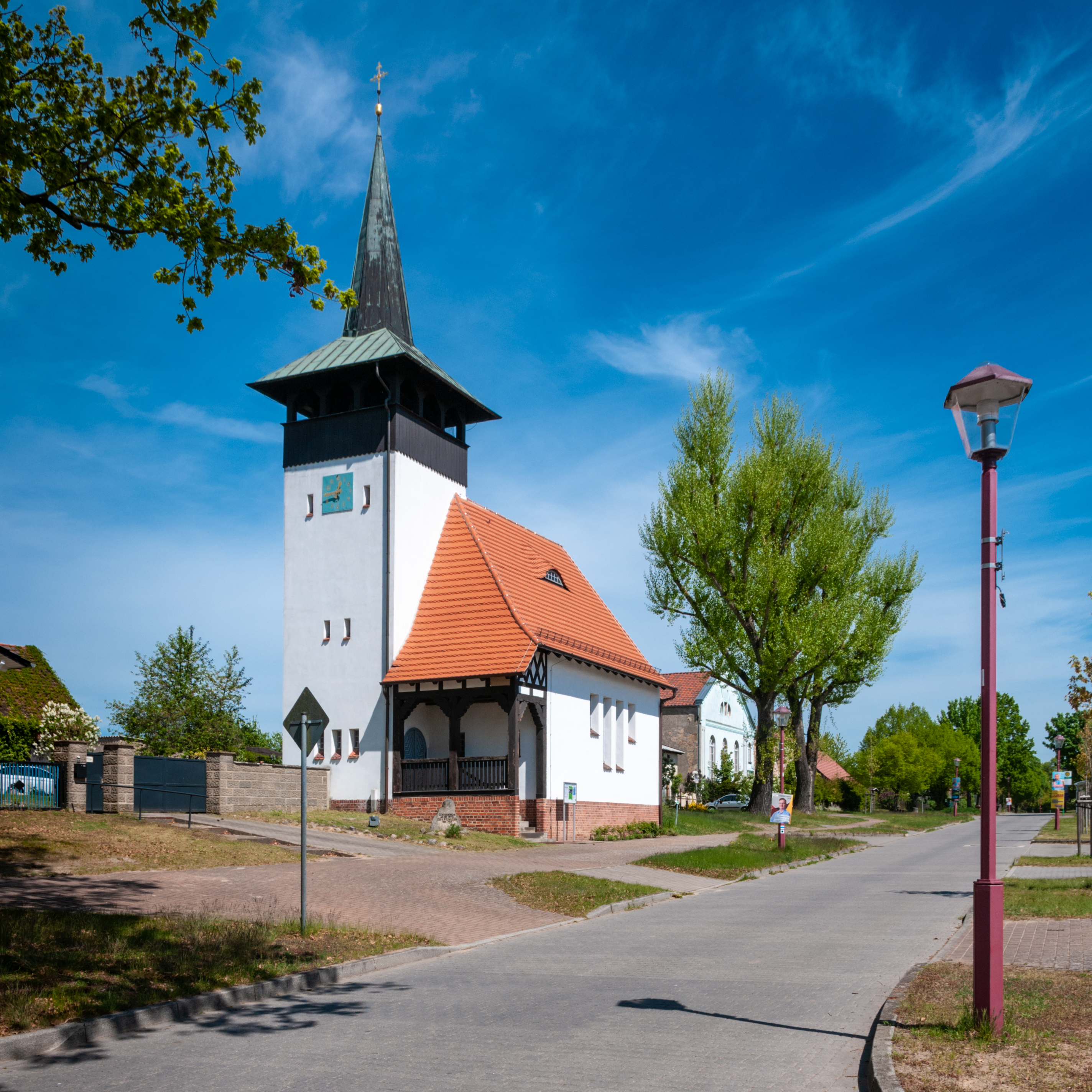
Autobahnkirche Werbellin

Die Autobahnkirche Werbellin ist eine Kirche an der Bundesautobahn 11 Stettin–Berlin und liegt wenige Kilometer von der Autobahnausfahrt 11 „Werbellin“ entfernt im Ortsteil Werbellin der Gemeinde Schorfheide, der dem nahegelegenen Werbellinsee seinen Namen gab. Das Kirchengebäude ist seit dem 23. September 2001 offiziell Autobahnkirche und steht tagsüber für alle Reisenden offen.

## Baugeschichte
Die Werbelliner Kirche, die weiterhin evangelische Gemeindekirche ist, wurde 1913/1914 vom Berliner Architekten Georg Büttner im sogenannten Landstil erbaut. Die hölzerne Eingangslaube und das hölzerne Glockengeschoss sind dafür der Beweis. Am Epiphaniastag (6. Januar) im Jahre 1914 wurde sie feierlich eingeweiht.
Zuvor hatte an gleicher Stelle eine Fachwerkkirche aus dem Jahre 1776 gestanden, die wegen Baufälligkeit im Jahre 1910 abgerissen werden musste.
Die 1914 erbaute Kirche hat manchen Widrigkeiten trotzen müssen: Blitzschlag (1958) und Sturm (1972), aber auch Frost und Wasser setzten dem immer baufälliger werdenden Gotteshaus sehr zu. Trotz fachlichen Rats, die Kirche abzureißen, beschloss der Gemeindekirchenrat 1976 ihre Sanierung und Restaurierung. 1978 begannen die ersten Arbeiten, die immer nur etappenweise durchgeführt werden konnten, da die Baugelder nur spärlich fließen konnten. In den 80er Jahren sanierte Detlef Schüler einen Teil der Kirche im Auftrag der Gemeine Werbellin. Sein Bruder Eckehard Schüler war in den 1980er Jahren für die Funktionstüchtigkeit der Kirchturmuhr sowie dem Glockengeläut freiwillig zuständig. Nach zwanzig Jahren war es so weit: die Kirche erlebte am 20. Oktober 1996 ihre feierliche Wiedereinweihung.

## Ausstattung
Der Architekt Georg Büttner gestaltete nicht nur das äußere Erscheinungsbild der Kirche, sondern konzipierte auch die Ausstattung im neobarocken Stil, der auch heute noch erhalten ist.
Der Altar besitzt einen hölzernen Aufsatz, verziert mit dem griechischen Christusmonogramm Χ (chi) und Ρ (rho) – die ersten beiden Buchstaben von Χριστός (Christus), sowie die Buchstaben Α (alpha) und Ω (omega) als dem ersten und dem letzten Buchstaben des griechischen Alphabets und für "Anfang" und "Ende" stehen.
Dieser Grundgedanke wird auf den beiden Glasfenstern im Chorraum fortgeführt und illustriert: links das Weihnachtsbild mit dem Kind in der Krippe (Anfang), rechts dann der Tod Jesu am Kreuz (Ende), überhöht durch das Bibelwort, das auf den in Ewigkeit lebenden Christus abhebt.